# Le Run aux étoiles
Le Run aux étoiles (titre original : Run to Starlight) est le titre d'une nouvelle de George R. R. Martin, parue pour la première fois en décembre 1974 dans le magazine Amazing Science Fiction. Elle est incluse dans le recueil original Chanson pour Lya (A Song for Lya and Other Stories), regroupant dix histoires de Martin, publié en février 1976. 
La première édition française du recueil paru aux éditions J'ai lu en octobre 1982 n'a pas inclus cette nouvelle. Ce n'est que le 21 août 2013 qu'elle a été traduite en français et publiée dans une réédition du recueil renommé Une chanson pour Lya et autres nouvelles, qui a ainsi rendu le recueil conforme à l'original.

## Résumé
Les Brish’dir s’initient au football américain avec les Terriens de Starport. Les Kosg-Anjehn dominent outrageusement le jeu ce qui menace les relations diplomatiques. Tomkins et Remjhard-neï s’efforcent de résoudre le problème.